# آلاتیمور
آلاتیمور، روستایی در دهستان بروانان غربی بخش مرکزی شهرستان ترکمانچای در استان آذربایجان شرقی ایران است.

## پیشینه نام
«آلاتیمور» اسمی مرکب بوده و از واژه‌های «آلا» و «تيمور» تشکیل شده است.
همچنین در زبان ترکی آلا به معنی «رنگارنگ، الوان، ابلق، مخلوط، درهم، بصورت پیشوند به معنی نیمه، نیم، تقریبا» می‌باشد. معنی دیگر «آلاء، سرخ کمرنگ» می‌باشد.

## جمعیت
بر پایه سرشماری عمومی نفوس و مسکن در سال ۱۳۹۵، جمعیت این روستا برابر با ۳۲ نفر (۱۰ خانوار) بوده است.